# The Photo Album
Albums de Death Cab for Cutie
The Forbidden Love E.P.
(2000) The Stability E.P.
(2002)
The Photo Album est le troisième album du groupe indie Death Cab for Cutie. 

## Liste des morceaux
1. "Steadier Footing"
2. "A Movie Script Ending"
3. "We Laugh Indoors"
4. "Information Travels Faster"
5. "Why You'd Want to Live Here"
6. "Blacking Out the Friction"
7. "I Was a Kaleidoscope"
8. "Styrofoam Plates"
9. "Coney Island"
10. "Debate Exposes Doubt"

## Extras
1. "Gridlock Caravans" - Ajouté sur l’édition japonaise, mais pas réédité sur ‘’Stability EP’’.
2. "Coney Island (Alternate)" - Pièce cachée sur “I was a Kaleidoscope”
3. "Steadier Footing (Acoustic)"
4. "Blacking Out the Friction(Demo)"

## Musiciens
- Ben Gibbard - Voix, Guitare, Piano
- Nicholas Harmer - Basse, Voix
- Michael Schorr - Batterie
- Chris Walla - Guitare, Voix